# 1832年2月1日日食
1832年2月1日日食为一次在协调世界时1832年2月1日出現的日環食。該次日食食分為0.9344，食甚維持8分35秒。

## 概述
這次日食的食分是0.9344，環食維持8分35秒。

## 基本參數
- 類型：日環食
- 食甚資料：
  - 日期：1832年2月1日
  - 時間：22時30分14秒
  - 地點：15S 154W
  - 食分：0.9344
  - 日環食持續時間：8分35秒

## 外部連結
- NASA日食專頁（页面存档备份，存于）（英文）